# Roques de Magaró
Les Roques de Magaró és una formació rocosa de 1.184,9 metres d'altitud del terme municipal d'Abella de la Conca, a la comarca del Pallars Jussà.
Es troba a ponent de la vila d'Abella de la Conca, al sud-est de la Roca de la Coma, a llevant de la Roca de Viella. És al sud-oest del cim de Sarsús.
Als seus peus hi ha el paratge i partida rural de Magaró, on hi havia hagut l'antiga ciutat de Pil·la, de la qual no resten estructures constructives recognoscibles, però, en canvi, sí que els pagesos de la zona han trobat al llarg del temps nombrosos elements d'obra d'època antiga, com fragments de parets amb morter i altres formes utilitzades en la construcció en èpoques antigues, que poden anar de la tardoromana a la medieval. La memòria popular dels habitants d'Abella de la Conca servava el record de l'existència d'un poblat en aquest lloc, cosa que sembla corroborar el mateix topònim.

## Etimologia
La primera part del topònim és purament descriptiva: es tracta d'unes roques, i d'origen romànic modern. Pel que fa a la segona part, Magaró, que possiblement hauria de ser Magueró, com preveu Joan Coromines en el seu diccionari, es tracta d'un dels pocs arabismes presents a la toponímia pirinenca. Del participi del verb devastar (maharrab), té el significat de zona, vila o lloc devastat. Com es pot deduir, pot ser una referència al poblat destruït que hi hagué en aquest lloc.